# Зоиров, Подабон Тошматович
Подабон Тошматович Зоиров (09.05.1942-04.03.2022) — советский и таджикский дерматовенеролог, доктор медицинских наук (1982), профессор (1985), член-корреспондент Академии наук Республики Таджикистан (08.07.1997).
Родился 09.05.1942 в Кулябе.
Окончил Таджикский медицинский институт им. Абуали ибн-Сино (1965). Работал ординатором клиники.
В 1967 г. поступил в аспирантуру ТМИ. В 1971 году защитил кандидатскую диссертацию на тему «Некоторые показатели кроветворения и функционального состояния кожи больных псориазом, леченных гемотрансфузией и ?-глобулином».
С 1970 года работал в ТМИ (с 1992 года Таджикский государственный медицинский университет имени Абуали ибни Сино) на кафедре дерматовенерологии (кафедра кожных и венерических болезней): ассистент, старший преподаватель, доцент, профессор. В 1983 г. защитил докторскую диссертацию «Экзема, нейродермит и псориаз у детей в Таджикском климато-географическом регионе».
В 1983—1996 гг. заведующий кафедрой. В 1996—2005 проректор ТГМУ по научной работе. С 2005 г. профессор кафедры дерматовенерологии.
Специалист в области дерматовенерологии, эпидемиологии, патогенеза и лечения хронических дерматозов и венерических болезней.
Под его научным руководством защищено более 30 кандидатских и 7 докторских диссертаций.
Доктор медицинских наук, профессор, член-корреспондент Академии наук Республики Таджикистан. Заслуженный работник здравоохранения Таджикской ССР. Награждён орденом «Шараф» II степени.
Сочинения:
- Сифилис, Д., 1998;
- Пыльцевая аллергия у детей, Д., 1998;
- Беморихои пуст (китоби дарси), Д., 1999;
- Лугати мухтасари беморихои пуст: точики-руси-лотини-англиси, Д., 2000;
- Синдромы и симптомы в дермато-венерологии, Д., 2002;
- Болезни кожи, Д., 2002;
- Целебные и минеральные источники Таджикистана и болезни кожи, Д., 2003;
- Руководство по планированию, организации и координации научно-исследовательских работ, Д., 2004;
- Программы кандидатских минимумов по медицине, Д., 2005;
- Венерические болезни, Д., 2005;
- Пигментная ксеродерма, Д., 2006;
- Частная дерматология и венерология, Д., 2007